# 柚木涼香
柚木 涼香（ゆずき りょうか、1974年1月10日 - ）は、日本の声優、女優、同人作家。81プロデュース所属。愛知県出身。

## 略歴
初めて映画館で見た映画『E.T.』をきっかけに「映画に出たい」と役者を目指す。その後、「永椎あゆみ」名義で出演した『櫻の園』で、神奈川潮美（高校2年生・美術係）役として映画デビュー。
声優としてのデビュー作は『ビーストウォーズ 超生命体トランスフォーマー』で、その後は声優活動が本格化すると共に「柚木涼香」と改名し（1999年から）、声優として活躍の場を広げていった。
2009年夏のコミックマーケット75から同人作家としての活動も始めた。同年冬のコミックマーケット76からは自ら同人サークル「ゆずルゥの小部屋」でサークル参加を行う他、頒布物については通販サイト「キラキラ商会」でも販売している。

## 人物
趣味は映画鑑賞、釣り、水泳、スキューバダイビング。
声優を目指したきっかけは、洋画吹き替えに出演していた吉田理保子に憧れたこと。
『ビーストウォーズ』のブラックウィドーなど強気な役で知られる一方で、同作のナビ子や『魔法少女リリカルなのはA's』のシャマルといった愛らしい声の役もこなせる。
3人姉妹の次女。姉は一般人であり、妹は漫画家の桜木さゆみで、2歳違い。同作品内には柚木を初め、桜木やその家族や編集者など描写もある。2010年9月2日発売の桜木の単行本『恋愛漫画家』（ぶんか社）の表紙は酒井一圭に抱きつく柚木の写真になっている。2010年9月9日に発売された桜木の単行本『全裸漫画家』（日本文芸社）には、表紙と巻頭グラビア（どちらも桜木という設定）で柚木が登場し、巻末のネタバレ漫画では二人の仲の良さが描かれている。

## 出演
太字はメインキャラクター。

### テレビアニメ
1998年
- アリスSOS（首領女）
- スーパーミルクちゃん（テツコ）

1999年
- D4プリンセス（光井あかり）
- 星方天使エンジェルリンクス（李美鳳）
- それゆけ!宇宙戦艦ヤマモト・ヨーコ（アナウンス）
- カードキャプターさくら（秋月奈久留 / ルビー・ムーン）
- デュアル!ぱられルンルン物語（アリス・シャローム）
- 仙界伝 封神演義（王貴人、殷氏）
- 鋼鉄天使くるみ（ツナミ）
- 頭文字D Second Stage（1999年 - 2000年、秋山和美）
- 名探偵コナン（1999年 - 2021年、大沢美智子、野之宮悦子、唯見安菜、須東伶菜、緑川紗希、水沢都美）

2000年
- ポケットモンスター（2000年 - 2002年、サユリ、ピィ）
- OH!スーパーミルクチャン（テツコ）
- ファーブル先生は名探偵（シャルロット）
- 妖しのセレス（シスター）
- とっとこハム太郎（恵美子さん）
- BRIGADOON まりんとメラン（桃井三姉妹、真乃みどり、栗原ちあさ、クシャトーン、ワワ）
- 犬夜叉（露姫）
- 幻想魔伝 最遊記（鈴麗）

2001年
- マドレーヌといっしょに（ニコル）
- ZOIDS新世紀Ø（クリス・タスカー）
- サラリーマン金太郎（末永美々）
- 週刊ストーリーランド（若い女）
- パラッパラッパー（お化け）
- 魔法戦士リウイ（ガネット）
- シスター・プリンセス シリーズ（2001年 - 2002年、鞠絵） - 2シリーズ
- ジーンシャフト（レミィ・レヴィストロース、ケイ）
- 仰天人間バトシーラー（レディメイド / レディナース 他）
- 探偵少年カゲマン（ナデシコ姫）
- パチスロ貴族 銀（音無麻衣）
- フィギュア17 つばさ&ヒカル（唐沢飛鳥）
- SAMURAI GIRL リアルバウトハイスクール（レイハ）
- X -エックス-（鬼咒嵐）
- ポケットモンスタークリスタル ライコウ雷の伝説（ムウマ）

2002年
- アクエリアンエイジ Sign for Evolution（阿羅耶識南）
- おジャ魔女どれみドッカ〜ン!（アンジェラ）
- ちょびっツ（清水多香子）
- わがまま☆フェアリー ミルモでポン!（2002年 - 2005年、ミモモ、女医） - 4シリーズ
- あたしンち（2002年 - 2009年、理央ママ）
- NARUTO -ナルト-（2002年 - 2017年、山中いの、アミノ） - 2シリーズ

2003年
- クラッシュギアNitro（豆野恵）
- 魔法遣いに大切なこと（後藤綾乃）
- ヒートガイジェイ（クリスチーナ・ガブリエル）

2004年
- 頭文字D Fourth Stage（2004年 - 2005年、秋山和美）
- 光と水のダフネ（クレア光永）
- 恋風（秋本宵子）
- 舞-HiME（珠洲城遥）

2005年
- AIR（遠野美凪）
- おねがいマイメロディ（教育実習生）
- 機動新撰組 萌えよ剣 TV（六条御息所）
- 極上生徒会（竜王院令華）
- 地獄少女（関本雅美）
- ショベルカーディグスとはたらく車たち（キャリー）
- 魔法少女リリカルなのはシリーズ（2005年 - 2015年、シャマル） - 3シリーズ
- 舞-乙HiME（ハルカ・アーミテージ）
- MÄR-メルヘヴン-（船の幽霊）

2006年
- クレヨンしんちゃん（2006年 - 2019年、CMガール、美人衛生士、のりっぺ、青年の彼女、お姉さん）
- タクティカルロア（ジョルナダ）
- かしまし 〜ガール・ミーツ・ガール〜（やす菜の母）
- うたわれるもの（エルルゥ、ミコト）
- ガラスの艦隊（レイチェル）
- きらりん☆レボリューション（2006年 - 2008年、天川いずみ） - 2シリーズ
- ツバサ・クロニクル（司書）
- 獣王星（サヨ）
- ハチミツとクローバーII（エマ）
- 武装錬金（津村斗貴子）
- ぷるるんっ!しずくちゃん（2006年 - 2013年、うるおいちゃん） - 3シリーズ

2007年
- のだめカンタービレ（鈴木萌）
- アイドルマスター XENOGLOSSIA（安原蛍、せりか）
- Over Drive（桜井ヨネコ）
- 機神大戦ギガンティック・フォーミュラ（李走影）
- キスダム -ENGAGE planet-（玲、ヴァリレイ）
- Devil May Cry（リン）
- 素敵探偵ラビリンス（和泉さなえ、夕緋）
- ナイトウィザード The ANIMATION（リオン＝グンタ）
- 逮捕しちゃうぞ フルスロットル（母親）
- しゅごキャラ!（2007年 - 2010年、てまり、本名紗江子、ナナ） - 3シリーズ
- さぁイコー! たまごっち（めめっち）

2008年
- ポケットモンスター ダイヤモンド&パール（シズエ）
- GUNSLINGER GIRL -IL TEATRINO-（イルマ）
- To LOVEる -とらぶる-（2008年 - 2015年、籾岡里紗、セリーヌ） - 4シリーズ
- 仮面のメイドガイ（巫女）
- 絶対可憐チルドレン（中村）
- ゴルゴ13（シャノン）
- 鉄腕バーディー DECODE（2008年 - 2009年、ネーチュラー・ゲーゼ） - 2シリーズ
- 夏目友人帳（燕）
- 地獄少女 三鼎（真山梓）

2009年
- クイーンズブレイド（カトレア） - 2シリーズ
- PandoraHearts（うさぎ）
- アラド戦記〜スラップアップパーティー〜（ゲイル）
- 極上!!めちゃモテ委員長（雪下亜莉沙）
- プリンセスラバー!（シャルロット＝ヘイゼルリンク）
- TYTANIA -タイタニア-（セラフィン・クーパーズ）
- たまごっち! シリーズ（2009年 - 2015年、めめっち） - 4シリーズ

2010年
- ひめチェン!おとぎちっくアイドル リルぷりっ（お姉さん）
- スティッチ! 〜ずっと最高のトモダチ〜（葉月）
- アイアンマン（サンドラ）
- とある科学の超電磁砲（2010年 - 2020年、柳迫碧美） - 3シリーズ
- 心霊探偵 八雲（七瀬美雪）
- 神のみぞ知るセカイ（2010年 - 2013年、桂木麻里） - 3シリーズ
- とある魔術の禁書目録 シリーズ（2010年 - 2018年、オリアナ＝トムソン） - 2シリーズ

2011年
- ぬらりひょんの孫〜千年魔京〜（淡島）
- 快盗天使ツインエンジェル〜キュンキュン☆ときめきパラダイス!!〜（ナイン・ヴァイオレット〈取田ナイン〉）
- デュエル・マスターズ ビクトリー（シカバネキタロウ）
- へうげもの（おね〈北政所〉）
- 僕は友達が少ない（2011年 - 2013年、ステラ） - 2シリーズ

2012年
- うぽって!!（トンプソン先生）
- 機動戦士ガンダムAGE（ジラード・スプリガン）
- 境界線上のホライゾンII（トマス・キャベンディッシュ）
- 人類は衰退しました（RYOBO230r）
- ZETMAN（律子）
- トータル・イクリプス（ナタリー・デュクレール）
- NARUTO -ナルト- SD ロック・リーの青春フルパワー忍伝（山中いの）
- 黒魔女さんが通る!!（舞のママ）
- プリティーリズム・ディアマイフューチャー（くるみ）

2013年
- 神さまのいない日曜日（ディーヴァ）
- キルラキル（鬼龍院皐月）
- 這いよれ! ニャル子さんW（クー音）
- やはり俺の青春ラブコメはまちがっている。（2013年 - 2020年、平塚静） - 3シリーズ
- ROBOTICS;NOTES（服部半十郎）
- プリティーリズム・レインボーライブ（彩瀬詩夢）
- クロスファイト ビーダマンeS（御代ヒミコ）
- ワルキューレロマンツェ（ベルティーユ・アルチュセール）

2014年
- 怪盗ジョーカー（ジャックのママ）
- 金田一少年の事件簿R（菊川梢）
- 咲-Saki- 全国編（野依理沙）
- そにアニ -SUPER SONICO THE ANIMATION-（佐倉佳代乃）
- ディーふらぐ!（高尾母〈司会のお姉さん〉）
- トリニティセブン（不動アキオ）
- 鬼灯の冷徹（2014年 - 2018年、妲己） - 2シリーズ
- 魔法科高校の劣等生（安宿怜美）

2015年
- かみさまみならい ヒミツのここたま（2015年 - 2018年、キラリス、アマンダ）
- デス・パレード（カストラ）
- どちゃもん じゅにあ（ちゅちゅり）
- トリアージX（緋崎千影）
- ハッカドール THE あにめ〜しょん（ハッカドール0号、モブアイドル、UNIシステム、郁夫母、女性リポーター、お母さん）
- ミカグラ学園組曲（エルナの母）
- 夜ノヤッターマン（ヤッター兵B）
- ワールドトリガー（加賀美倫）

2016年
- 甘々と稲妻（ゆうかの母）
- NORN9 ノルン+ノネット（徒々枝凪沙）
- ブブキ・ブランキ（一希汀、炎帝） - 2シリーズ
- モンスターハンター ストーリーズ RIDE ON（リュート母）
- リルリルフェアリル〜妖精のドア〜（フェアリルマージ〈代役〉、あこや〈代役〉、ダンテ〈代役〉、ラフレ〈代役〉、ノーム〈代役〉）

2017年
- 霊剣山 叡智への資格（霧飛花）
- ガヴリールドロップアウト（サターニャ母）
- スナックワールド（メローラ姫、クローン、セイ、赤ずきん48、女性看護師A）
- 笑ゥせぇるすまんNEW（麻夢子）
- BORUTO-ボルト- NARUTO NEXT GENERATIONS（2017年 - 、山中いの）
- THE REFLECTION（マーチャント、ヴィー・レ）
- ドリフェス!R（及川怜）
- シルバニアファミリー ミニストーリー（2017年 - 2020年、ショコラウサギのお姉さん、ステラさん） - 4シリーズ
- フューチャーカード バディファイトX（クリスティーヌ後藤）

2018年
- カードキャプターさくら クリアカード編（秋月奈久留 / ルビー・ムーン）
- Spiritpact -黄泉の契り-（実習生）
- 刀使ノ巫女（ジャクリーン）
- 音楽少女（山田木さち）
- 銀魂.（圓翔の妻）
- キラキラハッピー★ ひらけ!ここたま（2018年 - 2019年、星ノ川みどり、ドレッシー、キラリス）
- 俺が好きなのは妹だけど妹じゃない（鞠絵）
- メルクストーリア -無気力少年と瓶の中の少女-（オルトスの母）

2019年
- 群青のマグメル（秘書の女）
- 荒ぶる季節の乙女どもよ。（和紗 母）
- 通常攻撃が全体攻撃で二回攻撃のお母さんは好きですか?（夜の女帝 / 和乃）
- グランベルム（寧々の母）
- 星合の空（柊真の母）
- 食戟のソーマ 神ノ皿（クラージュ）

2020年
- ブレーカーズ（陽子）
- 空挺ドラゴンズ（タマラ）
- 推しが武道館いってくれたら死ぬ（えりぴよの叔母）
- ド級編隊エグゼロス（キセイ蟲X）
- Re:ゼロから始める異世界生活（2020年 - 2021年、菜月菜穂子） - 2シリーズ
- フルーツバスケット（2020年 - 2021年、倉伎の母） - 2シリーズ
- 神様になった日（成神時子）
- ぐらぶるっ!（メーテラ）

2021年
- 無職転生 〜異世界行ったら本気だす〜（ヒルダ・ボレアス・グレイラット）
- キラッとプリ☆チャン（輝ママ）
- ホリミヤ（矢代加世）
- ひげを剃る。そして女子高生を拾う。（沙優の母）
- 100万の命の上に俺は立っている（鳥井母）
- プラオレ!〜PRIDE OF ORANGE〜（水沢里佳子）
- かぎなど（2021年 - 2022年、遠野美凪） - 2シリーズ

2022年
- スローループ（海凪ひなた）
- ラブライブ!虹ヶ咲学園スクールアイドル同好会（しずくの母）
- うたわれるもの 二人の白皇（エルルゥ）
- ユーレイデコ（ハックのママ）
- ヤマノススメ Next Summit（倉上舞）

2023年
- デッドマウント・デスプレイ（レクリア・ローフィラルド）
- 鬼滅の刃 刀鍛冶の里編（不死川志津）
- SYNDUALITY Noir（2023年 - 2024年、クラウディア） - 2シリーズ
- シャドウバースF（アンドレアの母）
- 暴食のベルセルク（ハル）

2024年
- 戦国妖狐（おこう） - 2シリーズ
- 姫様“拷問”の時間です（エキストラク）
- 声優ラジオのウラオモテ（由美子のママ）
- アオのハコ（2024年 - 2025年、大喜の母）
- ブルーロック VS. U-20 JAPAN（千切音猫子）

2025年
- ギルドの受付嬢ですが、残業は嫌なのでボスをソロ討伐しようと思います（フィリ）
- アポカリプスホテル（PR映像ナレーション）
- 地縛少年花子くん2（スミレ）

### 劇場アニメ
2000年
- ピチューとピカチュウ（オオタチ）

2001年
- 劇場版ポケットモンスター セレビィ 時を超えた遭遇（ヒメグマ）

2002年
- XEVIOUS（サラ、ルゥ・ミー）

2004年
- ONE PIECE 呪われた聖剣（マヤ）
- NARUTO -ナルト- シリーズ（2004年 - 2014年、山中いの） - 4作品

2005年
- 劇場版xxxHOLiC 真夏ノ夜ノ夢
- ブラック・ジャック ふたりの黒い医者（妹）

2006年
- トップをねらえ! & トップをねらえ2! 合体劇場版!!（オペレーター）

2007年
- えいがでとーじょー! たまごっち ドキドキ! うちゅーのまいごっち!?（めめっち）
- 真救世主伝説 北斗の拳 ラオウ伝 激闘の章

2008年
- 映画! たまごっち うちゅーいちハッピーな物語!?（めめっち）

2009年
- 宇宙戦艦ヤマト 復活篇（折原真帆）
- TAILENDERS（御神楽トモエ）

2012年
- 神秘の法（木花開耶姫）
- マジック・ツリーハウス（女子）
- 魔法少女リリカルなのは The MOVIE 2nd A's（シャマル）

2013年
- コードギアス 亡国のアキト 第2章「引き裂かれし翼竜」（アキト〈幼少時代〉）

2014年
- 名探偵コナン 異次元の狙撃手（レポーター）

2017年
- 劇場版 トリニティセブン -悠久図書館と錬金術少女- / -天空図書館と真紅の魔王-（2017年 - 2019年、不動アキオ） - 2作品
- 映画 たまごっち ヒミツのおとどけ大作戦! （めめっち）
- 映画 かみさまみならい ヒミツのここたま 奇跡をおこせ♪テップルとドキドキここたま界 （キラリス）
- 魔法少女リリカルなのは Reflection / Detonation（2017年 - 2018年、シャマル） - 2部作

2019年
- プロメア（ビアル・コロッサス）

2024年
- デッドデッドデーモンズデデデデデストラクション（小山真奈美） - 前章

### OVA
1995年
- クールディバイシスシリーズ01：CURIOUS FRUIT 奇妙な果実（夕貴愛）

1997年
- MOMONE（夏桃音）

1998年
- ペンダントIII 私だけのサンタクロース（ケイ）

1999年
- ツインビーPARADISE（御妃様）
- ときめきメモリアル（図書委員）

2001年
- ARMITAGE DUAL-MATRIX（ナオミ・アミテージ）
- Spirit of Wonder 少年科學倶楽部（ウィンディ）
- Malice@Doll（エルザ@ドール）

2002年
- I'll/CKBC（芳川菫）
- マジンカイザー（ガミア）

2003年
- サクラ大戦 エコール・ド・巴里（ローラ）
- ぼくたちピチューブラザーズ・パーティはおおさわぎ!のまき（エイパム）

2005年
- トップをねらえ2!（オペレーターC）

2006年
- 舞-乙HiME Zwei（ハルカ・アーミテージ）

2007年
- こはるびより（萩原香苗）

2008年
- やなせたかしメルヘン劇場 アリスのさくらんぼ（アリス）

2009年
- OVA うたわれるもの（エルルゥ）
- ツバサ 春雷記（蘇摩）
- To LOVEる -とらぶる- OVA（2009年 - 2010年、籾岡里紗、セリーヌ）
- 少女ファイト（蜂谷由佳）

2010年
- ANIME 今日、恋をはじめます（ユキ先輩）
- クイーンズブレイド 美しき闘士たち「憂鬱!アイリの二心」（カトレア）

2011年
- Carnival Phantasm（アルクェイド・ブリュンスタッド / ファンタズムーン、猫アルク）
- ショコラの魔法 第1シーズン『炎の章』（香坂瑠璃）

2012年
- 神のみぞ知るセカイ 天理篇（桂木麻里）
- To LOVEる -とらぶる- ダークネス（2012年 - 2016年、籾岡里紗、セリーヌ）

2013年
- 夜桜四重奏 〜ツキニナク〜（巴）
- やはり俺の青春ラブコメはまちがっている。 OVAシリーズ（2013年 - 2016年、平塚静） - 2作品

2014年
- キルラキル（鬼龍院皐月）※BD/DVD巻9に収録

2015年
- エリートジャック!! 第3話（東野）
- トリニティセブン OVA「七つの大罪と七魔道士」（不動アキオ）
- 鬼灯の冷徹（妲己） - コミックス第17巻DVD付き限定版

2017年
- カードキャプターさくら クリアカード編 プロローグ さくらとふたつのくま（秋月奈久留 / ルビー・ムーン）

2018年
- うたわれるもの 散りゆく者への子守唄 オリジナルアニメBD「トゥスクル皇女の華麗なる日々」（エルルゥ）

2020年
- 天地無用！魎皇鬼（第伍期）（ジョビア・ジョビス）

2023年
- 天地無用! GXP パラダイス始動編（ジョビア・ジョビス）

### Webアニメ
- OH!スーパーミルクチャン ミルクのIT革命（2000年、テツコ）
- Candy☆Boy（2007年 - 2009年、櫻井雪乃） - 1作品 + 1シリーズ
- しんでゅありてぃ科学講座（2023年、クラウディア）
- MORE MORE JUMP! - Journey to Bloom『HOPE』（2023年、みのり母）
- 限界OL霧切ギリ子（2025年、市川アヤ[71]）

### ゲーム
1999年
- ときめきメモリアル ドラマシリーズ vol.3 旅立ちの詩（ともみ）
- ファンシア（ファンシア）
- 真・魔装機神 PANZER WARFARE（ミラ＝グラム＝カーリナ）

2000年
- 幻想のアルテミス（三香原さらさ）
- デビルマン（サッちゃん）- PS版
- トランスフォーマー ビーストウォーズメタルス 激突!ガンガンバトル（ブラックウィドー、ナビ子）
- バウンサー（ドミニク・クロス）
- 名探偵コナン 3人の名推理

2001年
- 犬夜叉（露姫）
- 仙界通録正史 〜TVアニメーション仙界伝封神演義より〜（王貴人）
- AIR（遠野美凪）
- シスター・プリンセス シリーズ（2001年 - 2003年、鞠絵） - 5作品
- 逮捕しちゃうぞ（有栖川ちはる）

2002年
- MELTY BLOOD シリーズ（2002年 - 2010年、アルクェイド・ブリュンスタッド、暴走アルクェイド、ネコアルク、朱い月 / 真祖アルクェイド） - 5作品
- TV animation X 運命の選択（鬼咒嵐）
- GROOVE ADVENTURE RAVE 未完の秘石（セリア）
  - GROOVE ADVENTURE RAVE 光と闇の大決戦2（セリア）

- ロマンスは剣の輝きII〜銀の虹をさがして〜（エルファーシア・エル・アークライン）
- ゾイドVS.（クローディア）
- テイルズ オブ デスティニー2（リアラ）

2003年
- アークザラッド 精霊の黄昏（リリア・レギーナ・エルゴ）
- ポケモンチャンネル 〜ピカチュウといっしょ!〜（エイパム）
- 白詰草話 -Episode of the Clovers-（透花）

2004年
- ゾイドインフィニティ シリーズ（2004年 - 2006年、クローディア） - 4作品
- NARUTO -ナルト- シリーズ（2004年 - 2017年、山中いの） - 15作品
  - NARUTO -ナルト- ナルティメットヒーロー2（2004年）
  - NARUTO-ナルト-ナルティメットヒーロー3（2005年）
  - NARUTO -ナルト- ナルティメットポータブル（2006年）
  - NARUTO -ナルト- 疾風伝 ナルティメットアクセル（2007年）
  - NARUTO -ナルト- 疾風伝 ナルティメットアクセル2（2007年）
  - NARUTO -ナルト- 疾風伝 ナルティメットアクセル3（2009年）
  - NARUTO -ナルト- ナルティメットストーム（2009年）
  - NARUTO -ナルト- 疾風伝 ナルティメットストーム2（2010年）
  - NARUTO -ナルト- 疾風伝 キズナドライブ（2010年）
  - NARUTO -ナルト- 疾風伝 ナルティメットストームジェネレーション（2012年）
  - NARUTO -ナルト- 疾風伝 ナルティメットストーム3（2013年）
  - NARUTO -ナルト- 疾風伝 ナルティメットストームレボリューション（2014年）
  - 火影忍者（2015年）※中国製スマホゲーム
  - NARUTO -ナルト- 疾風伝 ナルティメットストーム4 / 4 ROAD TO BORUTO（2016年 - 2017年）

2005年
- テイルズ オブ ザ ワールド なりきりダンジョン3
- 戦神 -いくさがみ-（八坂葵）
- 乙女はお姉さまに恋してる / Portable（2005年 - 2010年、長谷川詩織） - 2作品

2006年
- 舞-HiME 鮮烈! 真 風華学園激闘史!! / 運命の系統樹 修羅（珠洲城遥） - 2作品
- 舞-乙HiME 乙女舞闘史!!（ハルカ・アーミテージ）
- うたわれるもの シリーズ（2006年 - 2021年、エルルゥ） - 4作品

2007年
- 武装神姫 BATTLE RONDO（砲台型MMS フォートブラッグ）
- 武装錬金 ようこそ パピヨンパークへ（津村斗貴子）
- アポクリトス-外典-（ミカゲ・トウコ）
- きらりん☆レボリューション めざせ!アイドルクイーン（天川いずみ）

2008年
- カドゥケウス ニューブラッド（エレナ・サラザール）
- 花より男子 恋せよ女子!（三条桜子、水無月千鶴）
- ナイトウィザード The VIDEO GAME 〜Denial of the World〜（リオン＝グンタ）
- フェイト/タイガーころしあむ アッパー（ファンタズムーン、ネコアルク）
- ルミナスアーク2 ウィル（ディア）
- しゅごキャラ! 3つのたまごと恋するジョーカー（てまり）
- しゅごキャラ! あむのにじいろキャラチェンジ（てまり）
- 一騎当千 Eloquent Fist / XROSS IMPACT（2008年 - 2010年、関平） - 2作品
- レッスルエンジェルス SURVIVOR 2（小川ひかる、ディアナ・ライアル）
- To LOVEる -とらぶる- ワクワク！林間学校編 / ドキドキ！臨海学校編（籾岡里紗） - 2作品

2009年
- テイルズ オブ ザ ワールド レディアント マイソロジー2（リアラ）
- クイーンズブレイド シリーズ（2009年 - 2019年、カトレア） - 2作品
- シャイニング・フォース クロス（2009年 - 2014年、ベランシカ） - 5作品
- テイルズ オブ グレイセス（ヴィクトリア、リアラ）

2010年
- Solatorobo それからCODAへ（オペラ・クランツ）
- ひまわり -Pebble in the Sky- Portable（星乃明香里）
- Fate/EXTRA（バーサーカー）
- 魔法少女リリカルなのはA's PORTABLE -THE BATTLE OF ACES-（シャマル）
  - DLマガジン デジタルなのは（シャマル）

2011年
- とある魔術の禁書目録（オリアナ＝トムソン）
- テイルズ オブ ザ ワールド レディアント マイソロジー3（リアラ）
- AQUAPAZZA（2011年 - 2012年、エルルゥ、柏木千鶴）
- クイーンズゲイト スパイラルカオス（カトレア）
- 快盗天使ツインエンジェル〜時とセカイの迷宮〜（ナイン・ヴァイオレット）
- 魔法少女リリカルなのはA's PORTABLE -THE GEARS OF DESTINY-（シャマル）
- スティールクロニクル（セレスティーヌ・シャルロア）

2012年
- 僕は友達が少ない ぽーたぶる（ステラ）
- テイルズ オブ ザ ヒーローズ ツインブレイヴ（リアラ）
- 機動戦士ガンダムAGE ユニバースアクセル / コズミックドライブ（ジラード・スプリガン） - 2作品
- アイログ（和田ゆずか）
- 鬼武者Soul（飯坂局、千葉伊勢、直江於船、かえで、お初、淀君、小西ジュスタ、伊東マンショ、巴御前 他）

2013年
- 桃色大戦ぱいろん+（高志之巽、パピルス）
- 境界線上のホライゾン PORTABLE（トマス・キャベンディッシュ）
- たまごっち!せーしゅんのドリームスクール（めめっち）
- マブラヴ オルタネイティヴ トータル・イクリプス（ナタリー・デュクレール）
- やはりゲームでも俺の青春ラブコメはまちがっている。 / やはりゲームでも俺の青春ラブコメはまちがっている。続（2013年 - 2016年、平塚静） - 2作品

2014年
- グランブルーファンタジー（2014年 - 2024年、メーテラ） - 3作品
- 神撃のバハムート（2014年 - 2016年、ジャミーラ、メーテラ）
- 超ヒロイン戦記（ナイン・ヴァイオレット）
- 第3次スーパーロボット大戦Z 時獄篇 / 天獄篇（2014年 - 2015年、西条涼音 / アムブリエル） - 2作品

2015年
- 英雄伝説 空の軌跡 FC Evolution（カルナ）
- ウチの姫さまがいちばんカワイイ（沼妖姫 ソフィア・クリス）
- クイズRPG 魔法使いと黒猫のウィズ（ライサ・ナトゥル）
- グランキングダム（グラディウス・リングランド）
- ケイオスドラゴン 混沌戦争（シャーロット）
- 限界凸起 モエロクリスタル（2015年 - 2019年、マンジ） - 2作品
- スーパーロボット大戦BX（ジラード・スプリガン）
- To LOVEる -とらぶる- ダークネス トゥループリンセス（籾岡里紗、セリーヌ）
- NORN9 LAST ERA（徒々枝凪沙）
- ひまわり -Pebble in the Sky-（星乃明香里）- PS Vita版
- ボーダーブレイク スクランブル 武（エーカム・アドリシュタ・ソーマ）
- ミリ姫大戦 -Militärische Mädchen-（ルクレール、ド・ゴール、クラーク、ルッファー、ルーデル）

2016年
- ゴシックは魔法乙女〜さっさと契約しなさい！〜（2016年 - 、ハッカドール0号、マリコ / タージェラ）
- SOUL REVERSE ZERO（スカアハ、モーガン・ル・フェイ、ブーディカ、王異）
- チェインクロニクル〜絆の新大陸〜（戯れの猿娘 マカコ、リズベル）
- ソウルリバース ゼロ（スカアハ）

2017年
- 御城プロジェクト:RE〜CASTLE DEFENSE〜（2017年 - 2022年、コンウィ城、上田城、セゴビアのアルカサル、石田三成）
- 真・女神転生 DEEP STRANGE JOURNEY（シェキナー）
- スナックワールド トレジャラーズ（メローラ姫）
- 戦艦少女R（オクラホマ）
- テイルズ オブ ザ レイズ（リアラ）
- ビーナスイレブンびびっど!（ハッカドール0号）
- 魔法禁书目录（オリアナ＝トムソン）

2018年
- 装甲娘（2018年 - 2020年、スズタニ アコ / プリンセスM、アイハラ レンコ、ワキタ イズミ）
- 星のカービィ スターアライズ（ザン・パルルティザーヌ）
- 妖怪ウォッチ ぷにぷに（メローラ姫）
- チェインクロニクル3（2018年 - 2020年、虚空の傍観者 ラスティマ、エルルゥ、歯車の貴婦人 カタリナ、瀞槍の聖女 クーリエ）
- Shadowverse（天稟の射手・メーテラ、殺戮の魔女・ヴェスパー、姦淫の絶傑・ヴァーナレク、姦淫の翼）
- 月煌－Luster－（月兎、シーヴ）

2019年
- トリニティセブン -夢幻図書館と第7の太陽-（不動アキオ）
- 鬼灯の冷徹〜地獄のパズルも君次第〜（妲己）
- とある魔術の禁書目録 幻想収束（オリアナ＝トムソン）
- ポケモンマスターズ（カリン）
- スーパーカービィハンターズ（ザン・パルルティザーヌ）
- アクション対魔忍（鉄華院カヲル）
- WAR OF THE VISIONS ファイナルファンタジー ブレイブエクスヴィアス 幻影戦争（ジザ）
- うたわれるもの ロストフラグ（2019年 - 2020年、エルルゥ、リズエル）
- キルラキル ザ・ゲーム -異布-（鬼龍院皐月）
- ソウルリバース 赤き盟約（優雅1）
- ドラガリアロスト（カサンドラ）
- けものフレンズ3（ダチョウ）
- RELEASE THE SPYCE secret fragrance（乱獅子あやめ）

2020年
- ブラウンダスト（クロヒナ）
- ドラゴンクエストⅩ いばらの巫女と滅びの神 オンライン（ランテル）
- モンスターハンター ライダーズ（割烹着シノ）
- 装甲娘 ミゼレムクライシス（マッドドッグ、アキレス・ディード、プリンセスM）
- ブリガンダイン ルーナジア戦記（ココ）
- 浮島物語〜最強刻印士になるストーリー〜（キャサリン）
- ロストアーク（エッシュ）
- エンゲージソウルズ（ミズ・アンジェ）
- ドカポンUP! 夢幻のルーレット（エルルゥ）
- ボーダーブレイク（アドリシュタ）
- 武装神姫 ARMORED PRINCESS BATTLE CONDUCTOR（砲台型 フォートブラッグ）

2021年
- ブラック・サージナイト（ネルソン）
- フロンティア・ゼロ〜境界を越える想い〜（オリビア）
- GRAND SUMMONERS（鬼龍院臯月）
- ガーディアンテイルズ（エヴァ）

2022年
- COUNTER: SIDE（ハーラヴ）
- ユグドラ・レゾナンス（ユリア）
- ヴェルヴェット・コード（サウスダコタ）
- アズールレーン（チカロフ）
- 原神（キャンディス）
- ドルフィンウェーブ（刃兼乙姫）
- ニューラルクラウド（ソル）
- WAR OF THE VISIONS ファイナルファンタジー ブレイブエクスヴィアス 幻影戦争（リソル）
- アークナイツ（TOUCH）

2023年
- ポーカーチェイス（三船ともこ）
- 無期迷途（ユーニ）
- 幻塔（玉蘭）

2024年
- 東方スペルカーニバル（摩多羅隠岐奈）
- ヘブンバーンズレッド（美羽）
- アウタープレーン（アステ）
- 護縁（ベーム）

### ドラマCD
1999年
- 星方天使エンジェルリンクス ANGEL LINKS DRAMA TRACKS I - II（李美鳳）
- 頭文字D -番外編- 女流最速伝説インパクトブルーの彼方に（ウェイトレス）

2000年
- 恋愛カタログ ドラマアルバム〜Tiny Darling Cupid〜（エイミ）
- 仙界伝 封神演義 外伝 第参章（王貴人）

2001年
- Prologue of Sister Princess 〜Dear My Brother〜（鞠絵）
- ドラマCD「スターオーシャンEX」第3巻（エミリア）

2002年
- VOICE CD Sister Princess 〜お兄ちゃん大好き♥〜 シリーズ（2002年 - 2003年、鞠絵）
  - Sweet Good Night Part2
  - My Little Wish Part2
  - Dream of you Part2

- ちょびっツ ドラマCD chapter.1 - 5（清水多香子）
- 二重螺旋 Chara CD Collection（篠宮沙也加）

2003年
- ひつじの涙（氷浦鈴音）※『花とゆめ』応募者全員サービス非売品

2004年
- 頭文字D to the Next Stage 〜プロジェクトDへ向けて〜（秋山和美）
- その向こうの向こう側（キアラ）※コミック第2巻初回限定版
- NARUTO -ナルト- ドラマCDシリーズ 巻ノ壱 忍者は大変だってばよ!!（山中いの）※DVDBOX付属
- 愛情鎖縛 二重螺旋2（篠宮沙也加）
- 撲殺天使ドクロちゃん（ザクロちゃん）

2005年
- 舞-HiME ドラマCD 実録！『裏』風華学園史 第一、二章（珠州城遥）
- AIR ドラマCD 第3、6巻（遠野美凪）
- 武装錬金 ドラマCD 1・2、EXPERT-CD 1・2（2005年 - 2007年、津村斗貴子）
- 魔法少女リリカルなのはA's サウンドステージ（シャマル）

2006年
- 舞-乙HiME ドラマCD ミス・マリアはみてた ガルデローベ秘裏日誌 Vol.2（ハルカ・アーミテージ）
- うたわれるものシリーズ（エルルゥ）
  - オリジナルドラマ〜トゥスクルの皇后〜
  - オリジナルドラマ〜トゥスクルの内乱〜

- コロちゃんパック ぷるるんっ!しずくちゃん（うるおいちゃん）
- 攣哀感情 二重螺旋3（篠宮沙也加）
- ひまわり（星乃明香里）

2007年
- ナイトウィザードシリーズ（リオン＝グンタ）
  - ファンブック リーチ・フォー・ザ・スターズ ドラマCD『最果ての数式』
  - ナイトウィザード The ANIMATION Characters Vol.4、5

- うたわれるものシリーズ（エルルゥ）
  - オリジナルドラマ〜トゥスクルの財宝〜
  - オリジナルドラマCD番外編 魁!!うたわれ学園
  - アクアプラス日めくりCD Vol.1 うたわれるもの編

- えこといっしょ。 CDでもいっしょ。 vol.1 （遠山静香）
- 獏狩り2〜天津神篇〜（天津神静音）
- ROOM NO.1301（桑畑綾）
- アイドルマスター XENOGLOSSIA オリジナルドラマvol.2『週間モンデンキント』（安原蛍）
- 機神大戦ギガンティック・フォーミュラ ドラマCD B@B Vol.2、3（李走影）
- アーネンエルベの一日（アルクェイド・ブリュンスタッド、ネコアルク）
- 舞-HiME★DESTINY 龍の巫女 ドラマCD全4巻（2007年 - 2008年、珠洲城遥）
- LaLa2007年10月号付録トレジャードラマCD（燕）
- 聖痕のクェイサー 〜皇女の卵〜（辻堂美由梨）
- こはるびより マニアックスCD1、2 （2007年 - 2008年、萩原香苗）
- ヤングガン・カルナバル VOL.1 - 3、ガールファイト（2007年 - 2008年、鉄美弓華）
- 魔法少女リリカルなのはStrikerS サウンドステージ（シャマル）

2008年
- ナイトウィザード The 2nd Edition ファンブック フライ・ミー・トゥー・ザ・ムーン ドラマCD「無常の月」（リオン＝グンタ）
- メタルスレイダーグローリー（エリナ・ファーファ）
- OVA「ToHeart2 ad」コミックマーケット74 Limited CD"このたま4"（エルルゥ）
- To LOVEる -とらぶる- Variety CD その3、5（籾岡里紗）
- 仮面のメイドガイ ご奉仕2 ドラマCD（巫女）

2009年
- ナイトウィザード The 2nd Edition ファンブック オペレーション・ケイオス ドラマCD「蘇りし友、来たり」（リオン＝グンタ）
- 少女ファイト（蜂谷由佳）※コミックス第5巻特装版付属CD
- Comic Market 75 Limited CD 「うたわれるもの」（エルルゥ）
- 魔法少女リリカルなのはStrikerS サウンドステージM4 10thSP（シャマル）※メガミマガジンVol.112付録
- 「プリンセスラバー!」CELEBRITY BOOK 2009 SUMMER（シャルロット＝ヘイゼルリンク）
- クイーンズブレイド ドラマCD vol.2 玉座を継ぐ者+webラジオ「ラジオ・クイーンズブレイド」CD出張版（カトレア）
- うたわれるものシリーズ（エルルゥ）
  - Comic Market 76 Limited CD「うたわれるもの」
  - Comic Market 77 Limited CD「うたわれるもの」

2010年
- 少女ファイト 野良犬たちのおもいで（蜂谷由佳）
- 先輩も後輩も幼なじみもツンデレで眠れないCD（鶴城・エリナ（恵莉奈）・ロングフォファー）
- 相思喪曖 二重螺旋4（篠宮沙也加）
- OVA「ToHeart2 adnext」（エルルゥ）
  - コミックマーケット78 Limited CD“このたま5”
  - コミックマーケット79 Limited CD“このたま6”

- 盗聴探偵物語 第1 - 2話（雨宮裕香）
- まほうつかいの箱シリーズ（アルクェイド・ブリュンスタッド）
  - まほうつかいの箱 ドラマCD Vol.1
  - まほうつかいの箱 TAKE-OUT CD BOX

- 月刊コミックTV ドラマシアター BS11「恋する信長 -信長物語-」（濃姫）

2011年
- ナイトウィザード The 2nd Edition ファンブック エンド・オブ・エタニティ ドラマCD（リオン＝グンタ）
- アイドルマスター Splash Red for ディアリースターズ ドラマCD（日高舞）
- やはり俺の青春ラブコメはまちがっている。（平塚静）
- 深想心理 二重螺旋5（篠宮沙也加）
- 魔法少女リリカルなのは The MOVIE 2nd A's ドラマCD付き特別鑑賞券 Side-Y（シャマル）

2012年
- ワルキューレロマンツェ 少女騎士物語 ドラマCD第1 - 3巻（2012年 - 2013年、ベルティーユ・アルチュセール）

2013年
- アリアンロッド2E ファンブック ラヴィアンローズ ドラマCD「白霧に散る薔薇」（ガーベラ）

2014年
- エビアンワンダーコンプリート（フレデリカ）※完全版付属CD

2015年
- 魔法少女リリカルなのはINNOCENT サウンドステージ01（八神シャマル、のろいうさぎ）

2016年
- 業火顕乱 二重螺旋6（篠宮沙也加）

2017年
- 「魔法少女リリカルなのは Reflection」ドラマCD付き特別鑑賞券【なのは＆はやて編+ボーナストラック ViVid Strike! フーカ編】（シャマル）
- 銀河英雄伝説 ユリアンのイゼルローン日記「ダゴン星域会戦記」（フロリンダ・ウェアハウザー）

2020年
- 世界最強の魔王ですが誰も討伐しにきてくれないので、勇者育成機関に潜入することにしました。ドラマCD「魔王様監督？適性試験実施」（レナ）

### その他CD
- Sister Princess Official Fan Club Message CD（2002年、鞠絵）
- MELTY BLOOD ORIGINAL SOUND TRACK PROMISED DAWN（2003年、アルクェイドの戦闘ボイス）

### 吹き替え

#### 映画（吹き替え）
- アイドル・ハンズ（ターニャ〈ケイティ・ライト〉）
- アンデルセン 夢と冒険の物語
- エニイ・ギブン・サンデー（マンディ・マーフィー〈エリザベス・バークレー〉）※ソフト版
- エクソシスト ディレクターズカット版（リーガン・テリーザ・マクニール〈リンダ・ブレア〉）
- キューティ・ブロンド3（ティファニー〈ブリタニー・カラン〉）
- サーティーン あの頃欲しかった愛のこと（トレイシー・フリーランド〈エヴァン・レイチェル・ウッド〉）
- シラノ（ロクサーヌ〈ヘイリー・ベネット〉）
- デンジャラス・ビューティー（グレイシー）
- トランスフォーマー/ビースト覚醒（ナイトバード[150]）
- パンドラ・プロジェクト（オペレーター）
- プール （エイミー〈シリ・アップルビー〉）
- ひみつの番人（エミリー〈エヴァン・レイチェル・ウッド〉）
- ロマンチック・アイランド（ガヨン〈ユジン〉）

#### ドラマ
- iCarly
- コールドケース4 #21（フランシス）
- CSI:3 科学捜査班 #21
- スーパーナチュラル（サラ・ブレーク〈テイラー・コール〉）
- パワーレンジャー・ターボ（マンディ）
- ボディ・オブ・プルーフ2 死体の証言（ゾーイ・ブラント）

#### アニメ
- トランスフォーマーシリーズ（1997年 - 2024年）
  - ビーストウォーズ 超生命体トランスフォーマー（1997年 - 1998年、ナビ子、ブラックウィドー）※永椎あゆ美名義出演のデビュー作
  - CG版ビーストウォーズ 激突!ビースト戦士（ブラックウィドー、ナビ子）
  - ビーストウォーズメタルス 超生命体トランスフォーマー（ブラックウィドー、ナビ子、ウナ）
  - CG版ビーストウォーズメタルス（ブラックウィドー、ナビ子）
  - ビーストウォーズメタルス コンボイ大変身（ブラックウィドー、ウナ）
  - 超生命体トランスフォーマー ビーストウォーズリターンズ（ブラックウィドー、ナビ子）
  - ビーストウォーズ 超生命体トランスフォーマー アゲイン（ブラックウィドー、ナビ子）
  - トランスフォーマー アニメイテッド（2010年、ブラックアラクニア[151]）
  - 超ロボット生命体 トランスフォーマー プライム（2012年 - 2013年、エアラクニッド、イダ）
  - トランスフォーマー アーススパーク（2023年、エリータ-1[152])
  - トランスフォーマー/ONE（2024年、エアラクニッド[153]）
- バービーシリーズ（2001年 - 2018年、バービー）
  - バービーのくるみ割り人形（2001年、クララ）
  - バービーのラプンツェル 魔法の絵ふでの物語（2002年、ラプンツェル）
  - バービーの白鳥の湖（2003年、オデット）
  - バービーの王女と村娘（2004年、アナリース王女 / エリカ）
  - バービー イルカのマジック（2018年、バービー[154]）
- ターザン（2002年、ナオ）
- ヘラクレス（2004年）
- マイリトルポニー〜トモダチは魔法〜（2015年 - 2017年、トリクシー）
  - マイリトルポニー: エクエストリア・ガールズ（2015年）
  - マイリトルポニー・ガールズ: 虹の冒険（2015年）
  - マイリトルポニー: エクエストリア・ガールズ - エバーフリーの伝説（2017年）
- 烈火澆愁（2024年）

### パチスロ・パチンコ
- 快盗天使ツインエンジェル（2006年、ナイン・ヴァイオレット）
- 快盗天使ツインエンジェル2（2009年、ナイン・ヴァイオレット）
- パチスロ快盗天使ツインエンジェル3（2011年、ナイン・ヴァイオレット）
- パチスロ クイーンズブレイド 流浪の戦士（2012年、カトレア[155]）
- パチスロ クイーンズブレイドII 玉座を継ぐ者（2013年、カトレア）
- パチスロ 魔法少女リリカルなのは（2015年、シャマル）
- パチスロツインエンジェルBREAK（2017年、ナイン・ヴァイオレット[156]）
- A-slot ツインエンジェルBREAK（2018年、ナイン・ヴァイオレット）
- ツインエンジェルPARTY（2021年、ナイン・ヴァイオレット）

### アプリ
- AIR 音声入り目覚まし時計（2005年、遠野美凪）
- ハクオロ＆エルルゥ ボイスクロック（2007年、エルルゥ）
- Re:まぜてよ★生ボイス（2011年、さや）

### オーディオブック
CD媒体のオーディオブックは#ドラマCDの節に記載。
- オーディオドラマ「天地明察」（2015年、えん）
- 花魁さんと書道ガール（2016年、朗読[157]）
- 平浦ファミリズム（2019年、平浦ひとみ、天野小春[158]）
- 史上最強オークさんの楽しい種付けハーレムづくり 1、2（2020年 - 2022年、ミレーユ ほか[159]）
- 世界最強の魔王ですが誰も討伐しにきてくれないので、勇者育成機関に潜入することにしました。1、2（2020年、レナ[160][161]）
- フィッターXの異常な愛情（2022年[162]）

### ラジオ
※はインターネット配信。
- オー!NARUTOニッポン（2006年4月、文化放送）
- うたわれるものらじお（2006年 - 2007年、音泉）
- 武装錬金RADIO（2006年 - 2007年、武装錬金ドットコム）
- web Radio Candy boy〜かなちゃんのいぬ間に〜（2008年 - 2009年、ニコニコアニメチャンネル）
- Webラジオ エルルゥの小部屋 IN うたわれるもの（2009年 - 2010年、音泉・アニメイトTV）
- 継うたわれるものらじお（2015年 - 2016年、音泉）[163]
- 青春アドベンチャー （NHK-FM）
  - 『彼女が遺したミステリ』（2025年1月6日 - 19日） - 保坂一花 役[164]

### ラジオCD
2000年代
- DJCD オー!NARUTOニッポン 其の十六（2006年）
- ラジオCD「うたわれるものらじお」特別盤、Vol.1 - 4、出張版（2006年 - 2007年）
- 武装神姫 RADIO RONDO ラジオCD（第24回ゲスト、2008年3月21日）
- DJCD 仮面のメイドガイ-強制ご奉仕ラジオ- Vol.2（2008年9月26日）
- ラジオCD「エルルゥの小部屋 IN うたわれるもの」第1 - 3巻、出張版（2009年 - 2010年）
- 〈音泉〉スペシャルCD 2009夏、冬（2009年8月、12月）
- ラジオCD「ささら、まーりゃんの生徒会会長ラジオ for ToHeart2」Vol.6（2009年11月27日）

2010年代
- TYPE-MOON VOICE PHANTASM DJCD「ひびちからじお」アーネンエルベでお待ちしてます☆☆（2011年、ゲスト）
- TYPE-MOON VOICE CARNIVAL DJCD「ひびちからじお」ON THE BEACH（2012年、CARNIVAL SIDEゲスト）
- 這いよれ! ニャル子さんW Blu-ray/DVD第3巻特典 スペシャルCD 這いよれ!ニャル子さんW 名状しがたい特別版ラジオのようなもの 3（2013年、ゲスト）
- ラジオCD「キルラキルラジオ」01（2014年、第6回ゲスト）
- ラジオCD「キルラキルラジオ改」（2014年）
- DJCD「テイルズリング・フェスティバル」2014（2014年5月30日先行発売）- テイルズ オブ フェスティバル 2014会場先行販売
- ラジオCD「帰ってきた!ささら、まーりゃんの生徒会会長ラジオ for ToHeart2」Vol.2（2014年12月29日）
- ラジオCD『継うたわれるものらじお』其の壱 - 肆（2015年 - 2016年）
- 〈音泉〉スペシャルCD 2015夏、冬（2015年8月、12月）
- ラジオCD「煌うたわれるものらじお」其の壱（2016年12月29日）

### 映画
- 櫻の園（1990年、神奈川潮美）
- ハッピーエンドの物語（1991年、伊藤裕子）
- オールナイトロング（1992年、踏み切りの少女）

### オリジナルビデオ
- 東京BABYLON 1999（1993年、理絵）

### バラエティ
- シネ・クラ（日本テレビ）
- こどもにんぎょう劇場「海底二万里・続海底二万里」（ローラの声）
- 金曜アニメ館（NHK衛星第2テレビ：2000年）
- あの歌がきこえる（時期不明）[要出典]
- Club AT-X（2007年2月6日）
- ザ☆ネットスター!（NHK衛星第2テレビ：2008年4月4日 - 2010年2月6日、天の声）
- 柚木涼香と東浩紀の、動物化してもいいですか?（はあと）（ネット配信：2008年6月 - 2009年3月<第1期>、2009年12月 - ？<AFTER STORY>）
- News!371〜声優（第3回ゲスト、エンタ!371）
- 月刊コミックTV ドラマシアター第3号（BS11：2010年7月）＜コミドラ＞恋する信長-信長物語-[165]
- ぼいすた!（第3回ゲスト、2011年4月16日）
- MAG・ネット（NHK総合テレビ：2012年5月6日 - 、声：にーどる）
- Let's天才てれびくん（2014年、声：とちぼるた）
- アニメマシテ（2016年12月12日・19日、『劇場版 トリニティセブン』トーク）

### 映像商品
2000年代
- Sister Princess Valentine Party（2001年8月1日）
- 「舞-HiME」DVD1巻初回特典DVD"風華学園出席簿"（2005年1月28日）
- 舞-乙HiME 1 初回封入特典DVD「ガルデローベ出席簿」（2005年）
- AIR MEMORIES（2005年11月2日）
- 舞-乙HiME 9＜最終巻＞初回封入特典DVD〜「ガルデローベ出席簿2」マイスター座談会（2006年9月22日）
- 武装錬金 DVD第1巻（2007年1月25日、特典映像）
- うたわれ&TH2ラジオ合同イベント0422 リスナーのみなさ〜ん!!公開録音でメロメロでありま〜す!!（2007年11月28日）
- 魔法少女リリカルなのはStrikerS 1巻と4巻（2008年）
- アクアプラスフェスタ2007 IN ヨコハマ（2008年4月25日）
- アクアプラスライブ&アクアプラスフェスタ2008（2009年4月8日発売）

2010年代
- AQUAPLUS FESTA 2009 ディファ有明（2010年）
- テイルズ オブ フェスティバル 2012、2014
- TYPE-MOON Fes. -10th ANNIVERSARY EVENT- Blu-ray Disc Box（2013年1月16日）
- プロジェクト40（2014年11月26日）
- トリニティセブン 3 BD（2015年2月27日、2014年9月27日開催「トリニティセブン 777人プレミアム試写会」イベント映像DVD）
- 這いよれ!ニャル子さんW Blu-ray BOX（2015年5月22日、「邪神再誕祭」イベント映像完全収録）
- トリニティセブン スペシャルイベント〜魔道祭（スクールフェスティバル）〜（2015年12月18日）
- プロジェクト40 VOL.2 BUBBLE（2016年6月29日）
- うたわれるもの SUPER LIVE 2016（2017年3月29日）
- トリニティセブン スペシャルイベント〜美少女魔道士と夏休み〜（2017年10月27日）
- 劇場版 トリニティセブン 魔道納涼祭（2019年12月20日）

2020年代
- 魔法少女リリカルなのは15周年記念イベント「リリカル☆ライブ」（2020年9月30日）

### 共演イメージビデオ
- ACTRESS GALS SPECIAL No.4[注 9]

### 朗読劇
- 朗読劇『スマホを落としただけなのに 戦慄するメガロポリス』（2021年3月8日・11日・14日、銀座・博品館劇場） - ナレーション[166][167]
- 幽玄朗読舞「KANAWA」（2021年9月4日、銀座・博品館劇場）- 鬼女 役[168]

### その他コンテンツ
- うたわれるもの デスクトップキャラクターズ（2007年、エルルゥ）
- エンバーミング -THE ANOTHER TALE OF FRANKENSTEIN- ジャンプフェスタ版（2008年、Dr.ピーベリー）
- フィギュメーション「アキバちゃん」（2008年、リリアンちゃん）
- 愛知県安城市 プラネタリウム 赤い惑星〜プラネ太郎と行く火星探検〜（2009年11月21日 - 2010年2月21日、テレスちゃん）

### 同人作家

#### 同人写真集
- 月刊 柚木涼香（2010年8月15日）
- 柚ルゥの森（2010年12月31日）
- セクシィ 2011 SUMMER（2011年8月14日）
- 幻想万華鏡 ノゾキ魅指南（2012年8月12日）

#### 同人誌
- ゆずルゥの小部屋ビジュアルブック 小悪魔yuzuki（2009年12月31日）

#### 同人CD
- ゆずルゥの小部屋すぺしゃるCD 小悪魔yuzuki
- ゆずルゥのデレデレで眠れちゃうCD（2010年）
- 柚木涼香とアンディのコミケで何か売るモノをつくってみたぞラジオ 冬

#### 自作制作DVD
- 生で出してもいいですか？〜あったかいよぉぉ〜

## ディスコグラフィ

### キャラクターソング
| 発売日   | 商品名                                                                                    | 歌 | 楽曲                                                                       | 備考                                                                     |
| 1999年   | 1999年                                                                                    | 1999年 | 1999年                                                                     | 1999年                                                                   |
| -------- | ----------------------------------------------------------------------------------------- | --- | -------------------------------------------------------------------------- | ------------------------------------------------------------------------ |
| 11月26日 | 仙界伝 封神演義 封神計画「歌宴」                                                          | 胡喜媚（千葉千恵巳）、王貴人（柚木涼香） | 「Love Me パヤパヤッ！」                                                   | テレビアニメ『仙界伝 封神演義』関連曲                                    |
| 2000年   |                                                                                           | |                                                                            |                                                                          |
| 2月25日  | OH!スーパーミルクチャン オリジナルサウンドトラック                                        | テツコ（柚木涼香） | 「テツコのベルギーワッフル」                                               | テレビアニメ『OH!スーパーミルクチャン』関連曲                            |
| 5月24日  | 仙界伝 封神演義 外伝 第三章                                                               | 妲己（かかずゆみ）、胡喜媚（千葉千恵巳）、王貴人（柚木涼香） | 「炎の華」                                                                 | テレビアニメ『仙界伝 封神演義』関連曲                                    |
| 2001年   |                                                                                           | |                                                                            |                                                                          |
| 1月24日  | MELODY/shining★star                                                                       | SISTER PRINCESS | 「MELODY」                                                                 | ゲーム『Sister Princess』オープニングテーマ                              |
| 1月24日  | MELODY/shining★star                                                                       | SISTER PRINCESS | 「shining★star」                                                           | ゲーム『Sister Princess』エンディングテーマ                              |
| 2月7日   | シスター・プリンセス 〜12人の天使たち〜                                                   | 鞠絵（柚木涼香） | 「いのり」                                                                 | 読者参加型企画『シスター・プリンセス』関連曲                             |
| 7月4日   | 笑顔がNo.1!やっぱりネ                                                                     | Sister Princess | 「笑顔がNo.1!やっぱりネ」 「まひるのアヒル」 「私のダーリン♥」             | テレビアニメ『シスター♥プリンセス』関連曲                                |
| 8月29日  | Sister Princess Original Sound Track Angel Jukebox                                        | 鞠絵（柚木涼香）、春歌（かかずゆみ） | 「夕日の願い」                                                             | テレビアニメ『シスター♥プリンセス』関連曲                                |
| 9月29日  | Sister Princess Kaleidoscope                                                              | 亞里亞（水樹奈々）、鞠絵（柚木涼香） | 「KISEKI no HITO」                                                         | テレビアニメ『シスター♥プリンセス』関連曲                                |
| 9月29日  | Sister Princess Kaleidoscope                                                              | Sister Princess | 「per favore Boy」                                                         | テレビアニメ『シスター♥プリンセス』関連曲                                |
| 9月29日  | Sister Princess Kaleidoscope                                                              | Sister Princess | 「TENDER GREEN」                                                           | ラジオ『シスター・プリンセス〜お兄ちゃんといっしょ』エンディングテーマ   |
| 2002年   |                                                                                           | |                                                                            |                                                                          |
| 10月2日  | ちょびっツ オリジナルサウンドトラック002                                                  | 清水多香子（柚木涼香） | 「昼下がりの戯れ〜多香子Ver.〜」                                           | テレビアニメ『ちょびっツ』関連曲                                         |
| 2003年   |                                                                                           | |                                                                            |                                                                          |
| 3月26日  | LOVE FLOWERS                                                                              | SISTER PRINCESS | 「LOVE FLOWERS」                                                           | ゲーム『Sister Princess 2』オープニングテーマ                            |
| 3月26日  | LOVE FLOWERS                                                                              | SISTER PRINCESS | 「夢のかけら」                                                             | ゲーム『Sister Princess 2』エンディングテーマ                            |
| 12月21日 | シスター・プリンセス&シスター・プリンセス Re Pure X'mas Song Collection                   | シスタープリンセス +1 | 「その奇跡は永遠に」                                                       | テレビアニメ『シスター♥プリンセス』挿入歌                                |
| 12月21日 | シスター・プリンセス&シスター・プリンセス Re Pure X'mas Song Collection                   | Sister Princess | 「Merry Very X'mas」                                                       | テレビアニメ『シスター・プリンセス〜リピュア〜』最終話エンディングテーマ |
| 12月26日 | そらいろFairy                                                                             | SISTER PRINCESS | 「そらいろFairy」                                                          | ゲーム『Sister Princess 2 PREMIUM FAN DISC』オープニングテーマ           |
| 12月26日 | そらいろFairy                                                                             | SISTER PRINCESS | 「しあわせプリンセス」                                                     | ゲーム『Sister Princess 2 PREMIUM FAN DISC』エンディングテーマ           |
| 2005年   |                                                                                           | |                                                                            |                                                                          |
| 6月8日   | 舞-HiME Character Vocal Album Vol.2 初恋方程式 第2楽章                                    | 珠洲城遥（柚木涼香）、菊川雪之（能登麻美子） | 「僕たちの勇気」                                                           | テレビアニメ『舞-HiME』関連曲                                            |
| 11月23日 | 魔法少女リリカルなのはA's サウンドステージ01                                              | シャマル（柚木涼香） | 「旅の標」                                                                 | テレビアニメ『魔法少女リリカルなのはA's』関連曲                          |
| 2007年   |                                                                                           | |                                                                            |                                                                          |
| 1月24日  | ぷるるんっ!しずくちゃん しずくの森の音楽会                                                | うるおいちゃん（柚木涼香） | 「ラブリー!うるおいちゃん」                                                | テレビアニメ『ぷるるんっ!しずくちゃん』関連曲                            |
| 1月24日  | ぷるるんっ!しずくちゃん しずくの森の音楽会                                                | うちやえゆかとしずくの森の仲間たち | 「しずくの森のクリスマス」                                                 |                                                                          |
| 3月28日  | 武装錬金 EXPERT-CD 1                                                                      | 津村斗貴子（柚木涼香） | 「ふたつの鼓動」                                                           | テレビアニメ『武装錬金』関連曲                                           |
| 4月18日  | ぷるるんっ!しずくちゃん しずくの森の音楽会2 ソングコレクション しずくの森 ヒットパレード! | しずくちゃん（伊東みやこ）としずくの森合唱団 | 「しずくちゃんマーチ!」                                                    | テレビアニメ『ぷるるんっ!しずくちゃん』関連曲                            |
| 4月18日  | ぷるるんっ!しずくちゃん しずくの森の音楽会2 ソングコレクション しずくの森 ヒットパレード! | うちやえゆかとしずくの森の仲間たち | 「しずくの森のひなまつり」                                                 | テレビアニメ『ぷるるんっ!しずくちゃん』関連曲                            |
| 5月23日  | おなら体操                                                                                | 鈴木姉妹（柚木涼香、小野涼子） | 「恋のGカップ」                                                            | テレビアニメ『のだめカンタービレ』挿入歌                                 |
| 10月24日 | ぷるるんっ!しずくちゃん あはっ☆ ぷるおとファンタジー                                      | うるおいちゃん（柚木涼香） | 「ウルオイ ヘビィ〜ラブ」 「ザ・モイスチャー」                             | テレビアニメ『ぷるるんっ!しずくちゃん あはっ☆』挿入歌                    |
| 12月21日 | ナイトウィザード The ANIMATION Characters Vol.5 リオン＝グンタ                            | リオン＝グンタ（柚木涼香） | 「時の行方」                                                               | テレビアニメ『ナイトウィザード The ANIMATION』関連曲                     |
| 2008年   |                                                                                           | |                                                                            |                                                                          |
| 2月27日  | 素敵探偵ラビリンス 迷宮ソングシリーズV                                                    | 夕緋（柚木涼香） | 「CRIMSON RED」 「CRIMSON RED -REMIX-」                                    | テレビアニメ『素敵探偵ラビリンス』関連曲                                 |
| 8月13日  | Bring up…LOVE/romance                                                                     | 櫻井姉妹（柚木涼香、生天目仁美） | 「romance」                                                                | Webアニメ『Candy☆Boy』                                                   |
| 2009年   |                                                                                           | |                                                                            |                                                                          |
| 5月20日  | パチスロ「快盗天使ツインエンジェル2」オリジナルサウンドトラック                           | ave;new feat.テスラ（堀江由衣）・ナイン（柚木涼香） | 「Violet Phantom//Innocent Elegy」                                         | パチスロ『快盗天使ツインエンジェル2』関連曲                              |
| 6月12日  | A LA MODE 2(CHUぅ☆)                                                                       | あべにゅうぷろじぇくと feat.柚木涼香 | 「ふわっFuワッホー☆メイプルまじっく!!」                                    |                                                                          |
| 6月12日  | あらら、ど〜も☆CHUぅ                                                                      | あべにゅうぷろじぇくと feat.柚木涼香 | 「ふわっFuワッホー☆メイプルまじっく!! -どれちゅ、今は黙ってて!みっくCHU-」 |                                                                          |
| 9月25日  | Princess Diva!                                                                            | シャルロット＝ヘイゼルリンク（柚木涼香） | 「SOME DAY MY LOVER WILL COME」                                            | テレビアニメ『プリンセスラバー!』関連曲                                  |
| 12月23日 | AQUAPLUS VOCAL COLLECTION VOL.6                                                           | エルルゥ（柚木涼香） | 「運命 -SADAME-」                                                          | ゲーム『うたわれるもの 散りゆく者への子守唄』挿入歌                      |
| 2010年   |                                                                                           | |                                                                            |                                                                          |
| 1月27日  | 「うたわれるもの」うたもの絵巻                                                            | エルルゥ（柚木涼香） | 「夢想歌」                                                                 | テレビアニメ『うたわれるもの』関連曲                                     |
| 8月25日  | クイーンズブレイド 美しき闘士たち「信義!エリナ揺るぎなき絆」【初回生産特典CD】            | エリナ（水橋かおり）、レイナ（川澄綾子）、アイリ（伊藤かな恵）、アレイン（喜多村英梨）、イルマ（鹿野優以）、エキドナ（甲斐田ゆき）、カトレア（柚木涼香）、クローデット（田中敦子）、シズカ（生天目仁美）、ナナエル（平野綾）、セトラ（立木文彦）、トモエ（能登麻美子）、ニクス（田中理恵）、ノワ（高橋美佳子）、メルファ（大原さやか）、ユーミル（齋藤彩夏）、メローナ＆ラナ（釘宮理恵）、リスティ（甲斐田裕子）、アルドラ（竹内美優）、メナス（後藤邑子） | 「美闘士カーニバル〜たおれる時は前向きに〜 cheio:full」                    | OVA『クイーンズブレイド 美しき闘士たち』エンディングテーマ               |
| 8月25日  | クイーンズブレイド 美しき闘士たち「信義!エリナ揺るぎなき絆」【初回生産特典CD】            | エリナ、レイナ、アイリ、アレイン、イルマ、エキドナ、カトレア（柚木涼香）、クローデット、シズカ、セトラ、トモエ、ニクス、ノワ、メルファ、ユーミル、ラナ、リスティ | 「美闘士カーニバル〜たおれる時は前向きに〜 um:1」                          | OVA『クイーンズブレイド 美しき闘士たち』第1話エンディングテーマ          |
| 9月22日  | クイーンズブレイド 美しき闘士たち「愛惜!アレイン千年の別れ」【初回生産特典CD】            | アレイン、ノワ、ニクス、アイリ、イルマ、エキドナ、エリナ、カトレア（柚木涼香）、クローデット、シズカ、セトラ、トモエ、メルファ、ユーミル、ラナ、リスティ、レイナ | 「美闘士カーニバル〜たおれる時は前向きに〜 dois:2」                        | OVA『クイーンズブレイド 美しき闘士たち』第2話エンディングテーマ          |
| 10月22日 | クイーンズブレイド 美しき闘士たち「憂鬱!アイリの二心」【初回生産特典CD】                  | アイリ、メローナ＆ラナ、メルファ、アレイン、イルマ、エキドナ、エリナ、カトレア（柚木涼香）、クローデット、シズカ、セトラ、トモエ、ニクス、ノワ、ユーミル、リスティ、レイナ | 「美闘士カーニバル〜たおれる時は前向きに〜 tres:3」                        | OVA『クイーンズブレイド 美しき闘士たち』第3話エンディングテーマ          |
| 2011年   |                                                                                           | |                                                                            |                                                                          |
| 9月21日  | ぬらりひょんの孫〜千年魔京〜 キャラクターCDシリーズ イタク／淡島                          | 淡島（柚木涼香） | 「Pride」                                                                  | テレビアニメ『ぬらりひょんの孫〜千年魔京〜』関連曲                       |
| 11月16日 | 快盗天使ツインエンジェル3 サウンド・コレクション キュンキュン☆セレクト                    | 取田ナイン（柚木涼香） | 「Emerald Radiation」 「Nocturne」 「CAGE」                                | パチスロ『パチスロ快盗天使ツインエンジェル3』関連曲                      |
| 2013年   |                                                                                           | |                                                                            |                                                                          |
| 5月22日  | 這いよれ! ニャル子さんW エンディングソングシリーズ2 RAMMに這いよるYYY                     | クー子（松来未祐）とクー音（柚木涼香） | 「Sister,Friend,Lover」                                                    | テレビアニメ『這いよれ! ニャル子さんW』エンディングテーマ                |
| 7月10日  | やはりこのキャラソンはまちがっている。                                                    | 平塚静（柚木涼香） | 「泣いてなんかない。〜煙草が目に、、、〜」                                 | テレビアニメ『やはり俺の青春ラブコメはまちがっている。』関連曲           |
| 2014年   |                                                                                           | |                                                                            |                                                                          |
| 12月19日 | TRINITY×SEVENTH+HEAVEN                                                                    | Security Politti | 「TRINITY×SEVENTH+HEAVEN」                                                 | テレビアニメ『トリニティセブン』エンディングテーマ                       |
| 12月19日 | TRINITY×SEVENTH+HEAVEN                                                                    | 不動アキオ（柚木涼香） | 「TRINITY×SEVENTH+HEAVEN」                                                 | テレビアニメ『トリニティセブン』関連曲                                   |
| 2015年   |                                                                                           | |                                                                            |                                                                          |
| 3月25日  | trinity heaven7:MAGUS MUSIC REMIXES                                                       | Security Politti | 「TRINITY×SEVENTH+HEAVEN (TRUTH BEGINS)」                                  | テレビアニメ『トリニティセブン』関連曲                                   |
| 11月11日 | ころころここたま!/ここんぽいぽいここったま!                                               | メロリーとここたまファイブ | 「ここんぽいぽいここったま!」                                              | テレビアニメ『かみさまみならい ヒミツのここたま』エンディングテーマ      |
| 12月29日 | やはりこのキャラソンはまちがっている。続                                                  | 平塚静（柚木涼香） | 「いつか君が大人になるまで」                                               | テレビアニメ『やはり俺の青春ラブコメはまちがっている。続』関連曲         |
| 2016年   |                                                                                           | |                                                                            |                                                                          |
| 2月24日  | ハッカドール ハッカソング0号                                                              | ハッカドール0号（柚木涼香） | 「Tight Tired Doll」                                                       | テレビアニメ『ハッカドール THE あにめ〜しょん』関連曲                    |
| 11月9日  | うたわれるもの 二人の白皇 ADDITIONAL SOUNDTRACK                                           | エルルゥ（柚木涼香）、クオン（種田梨沙） | 「運命 -SADAME-」                                                          | ゲーム『うたわれるもの 二人の白皇』関連曲                                |
| 2017年   |                                                                                           | |                                                                            |                                                                          |
| 4月26日  | ここたまハッピ〜パラダイス！/うたおう♪ここったまーち！                                    | ERIKA / コーラス：ここたま9 | 「ここたまハッピ〜パラダイス！」                                           | テレビアニメ『かみさまみならい ヒミツのここたま』オープニングテーマ      |
| 4月26日  | ここたまハッピ〜パラダイス！/うたおう♪ここったまーち！                                    | 四葉こころ（本渡楓） with ここたま9+ライチ | 「うたおう♪ここったまーち！」                                              | テレビアニメ『かみさまみならい ヒミツのここたま』エンディングテーマ      |
| 8月2日   | Twin Angel Song Selection Jewelry                                                         | テスラ（堀江由衣）、ナイン（柚木涼香） | 「Day by Day,Step by Step」                                                | パチスロ『パチスロツインエンジェルBREAK』挿入歌                          |
| 2019年   |                                                                                           | |                                                                            |                                                                          |
| 3月29日  | OVER THE TRINITY                                                                          | √venustas | 「OVER THE TRINITY」                                                       | 劇場版アニメ『劇場版 トリニティセブン -天空図書館と真紅の魔王-』挿入歌   |
| 3月29日  | OVER THE TRINITY                                                                          | 不動アキオ（柚木涼香） | 「OVER THE TRINITY」                                                       | 劇場版アニメ『劇場版 トリニティセブン -天空図書館と真紅の魔王-』関連曲   |

### その他参加楽曲
| 発売日        | 商品名                                                 | 歌 | 楽曲 | 備考                                             |
| ------------- | ------------------------------------------------------ | --- | --- | ------------------------------------------------ |
| 2001年1月10日 | WONDERFUL TIME!                                        | 池澤春菜、豊口めぐみ、柚木涼香 | 「WONDERFUL TIME!」 | テレビ番組『金曜アニメ館』テーマソング           |
| 2001年1月10日 | WONDERFUL TIME!                                        | 池澤春菜、豊口めぐみ、柚木涼香 | 「WONDERFUL TIME!（AMBIENT MIX）」 「WONDERFUL TIME!（TV MIX）」 | テレビ番組『金曜アニメ館』関連曲                 |
| 2007年4月25日 | 真・うたわれるもののテーマ                             | 小山剛志 （コーラス：小山力也、柚木涼香、Suara、大原さやか、加藤将之、釘宮理恵、渡辺明乃、三宅華也、桐井大介、野島裕史、下山吉光、中原麻衣、浪川大輔） | 「真・うたわれるもののテーマ」 | ラジオ『うたわれるものらじお』オープニングテーマ |
| 2010年5月5日  | 新・百歌声爛 女性声優編                                | 柚木涼香 | 「花の子ルンルン」 「夢をかなえてドラえもん」 「青い空はポケットさ」 「H@ppy Together!!!」 「恋は突然」 「Lはラブリー」 「トモシビ」 「I,I,You&愛」 「ETERNAL WIND〜ほほえみは光る風の中〜」 「キミガタメ」 |                                                  |
| 2017年4月26日 | うたわれるもの SUPER LIVE 2016 in CLUB CITTA' KAWASAKI | 柚木涼香 | 「運命 -SADAME-（Live）」 |                                                  |
| 2017年4月26日 | うたわれるもの SUPER LIVE 2016 in CLUB CITTA' KAWASAKI | Suara、柚木涼香 | 「夢のつづき（Live）」 |                                                  |
| 2017年4月26日 | うたわれるもの SUPER LIVE 2016 in CLUB CITTA' KAWASAKI | 小山剛志 with Suara＆柚木涼香 | 「真・うたわれるもののテーマ（Live）」 |                                                  |

### 未音源化楽曲
| 時期   | 楽曲                                   | タイアップ                                                                        | 備考                                                                   |
| ------ | -------------------------------------- | --------------------------------------------------------------------------------- | ---------------------------------------------------------------------- |
| 1999年 | 「素敵猫になぁれ」                     | ゲーム『ファンシア』主題歌                                                        | 柚木涼香名義                                                           |
| 2002年 | 「A Girl in Love（鞠絵ver）」          | テレビアニメ『シスター・プリンセス〜リピュア〜 キャラクターズ』オープニングテーマ | 鞠絵（柚木涼香）名義                                                   |
| 2010年 | 「GO-GO たまごっち！」                 | テレビアニメ『たまごっち!』オープニングテーマ（第53話 - 57話）                    | めめっち（柚木涼香）、まきこ（岡村明美）、くちぱっち（矢口アサミ）名義 |
| 2012年 | 「めぐり合い」                         | デジタルコミック『よしわら花おぼろ』主題歌                                        | 柚木涼香名義                                                           |
| 2015年 | 「らちゃるら どちゃもん じゅにあ！！」 | テレビアニメ『どちゃもん じゅにあ』オープニングテーマ                             | ちゅちゅり（柚木涼香）名義                                             |